# 野川本町
野川本町（のがわほんちょう）は、神奈川県川崎市宮前区の町名。現行行政地名は野川本町1丁目から野川本町3丁目で、住居表示実施済み区域。

## 地理
宮前区の南東部に位置し、南に南野川、西に西野川、北西に梶ケ谷と高津区梶ケ谷、北に高津区新作、東に高津区千年・高津区北野川、南東に高津区東野川と接している。

### 地価
住宅地の地価は、2025年（令和7年）1月1日の公示地価によれば、野川本町2-21-30の地点で18万5000円/m²となっている。

## 歴史

### 沿革
以前の歴史は、野川 (川崎市)#歴史を参照。
- 2018年（平成30年）11月5日 - 住居表示の実施に伴い、野川の一部から野川本町3丁目を新設。
- 2019年（令和元年）10月15日 - 住居表示の実施に伴い、野川の一部から野川本町1丁目から野川本町2丁目を新設[5][7]。

## 世帯数と人口
2025年（令和7年）6月30日現在（川崎市発表）の世帯数と人口は以下の通りである。
| 丁目          | 世帯数    | 人口    |
| ------------- | --------- | ------- |
| 野川本町1丁目 | 1,373世帯 | 2,898人 |
| 野川本町2丁目 | 1,149世帯 | 2,341人 |
| 野川本町3丁目 | 684世帯   | 1,302人 |
| 計            | 3,206世帯 | 6,541人 |

### 人口の変遷
国勢調査による人口の推移。
| 年                | 人口  |
| ----------------- | ----- |
| 2020年（令和2年） | 6,664 |

### 世帯数の変遷
国勢調査による世帯数の推移。
| 年                | 世帯数 |
| ----------------- | ------ |
| 2020年（令和2年） | 2,758  |

## 学区
市立小・中学校に通う場合、学区は以下の通りとなる（2022年4月時点）。
| 丁目          | 番・番地等 | 小学校             | 中学校             |
| ------------- | ---------- | ------------------ | ------------------ |
| 野川本町1丁目 | 全域       | 川崎市立野川小学校 | 川崎市立野川中学校 |
| 野川本町2丁目 | 全域       | 川崎市立野川小学校 | 川崎市立野川中学校 |
| 野川本町3丁目 | 全域       | 川崎市立野川小学校 | 川崎市立野川中学校 |

## 事業所
2021年（令和3年）現在の経済センサス調査による事業所数と従業員数は以下の通りである。
| 丁目          | 事業所数  | 従業員数 |
| ------------- | --------- | -------- |
| 野川本町1丁目 | 63事業所  | 440人    |
| 野川本町2丁目 | 66事業所  | 760人    |
| 野川本町3丁目 | 37事業所  | 315人    |
| 計            | 166事業所 | 1,515人  |

## 施設
野川本町1丁目
フィットケアデポ 上野川店
野川本町2丁目
川崎野川郵便局
オーケー 野川店
ヨークマート 川崎野川店
ガスト 野川店
野川本町3丁目
川崎信用金庫 野川支店
野川神明社
影向寺
帝京大学 老人保健センター
たちばなの散歩道

## その他

### 日本郵便
- 郵便番号 : 216-0041[3]（集配局 : 宮前郵便局[16]）

### 警察
町内の警察の管轄区域は以下の通りである。
| 丁目          | 番・番地等 | 警察署     | 交番・駐在所 |
| ------------- | ---------- | ---------- | ------------ |
| 野川本町1丁目 | 全域       | 宮前警察署 | 野川交番     |
| 野川本町2丁目 | 全域       | 宮前警察署 | 野川交番     |
| 野川本町3丁目 | 全域       | 宮前警察署 | 野川交番     |